# Неевклидова геометрия
Неевкли́дова геоме́трия — в буквальном понимании — любая геометрическая система, которая отличается от геометрии Евклида; однако традиционно термин «неевклидова геометрия» применяется в более узком смысле и относится только к двум геометрическим системам: геометрии Лобачевского и сферической геометрии.
Как и евклидова, эти геометрии относятся к метрическим геометриям пространства постоянной кривизны. Нулевая кривизна соответствует евклидовой геометрии, положительная — сферической, отрицательная — геометрии Лобачевского.

## Метрика для плоскости

Сравнение сферической, евклидовой и гиперболической геометрий:
1. Сферическая геометрия;
2. Евклидова геометрия;
3. Геометрия Лобачевского

Вид метрики для однородных планиметрий зависит от выбранной системы (криволинейных) координат; далее приводятся формулы для случая полугеодезических координат:
- Евклидова геометрия: {\displaystyle ds^{2}=dx^{2}+dy^{2}} (теорема Пифагора).
- Сферическая геометрия: {\displaystyle ds^{2}=dx^{2}+\cos ^{2}\left({\frac {y}{R}}\right)dy^{2}}. Здесь R — радиус сферы.
- Геометрия Лобачевского: {\displaystyle ds^{2}=dx^{2}+\operatorname {ch} ^{2}\left({\frac {y}{R}}\right)dy^{2}}. Здесь R — радиус кривизны плоскости Лобачевского, ch — гиперболический косинус.

## Аксиоматика
Выше дано определение неевклидовых геометрий в терминах дифференциальной геометрии; однако можно описать их и с помощью чисто геометрической аксиоматики. Первая полная система аксиом для евклидовой и неевклидовой геометрий была построена Давидом Гильбертом в своём труде «Основания геометрии».
Исторически главное отличие неевклидовых геометрий от евклидовой отмечалось в теории параллельных прямых. Согласно аксиоме евклидовой геометрии, через точку вне данной прямой можно провести единственную прямую, параллельную данной; в геометрии Лобачевского таких прямых бесконечно много, а в сферической геометрии параллельных прямых нет вообще (все прямые пересекаются). Именно этот факт Гильберт положил в основу своей аксиоматики. Соответственно многие теоремы в разных геометриях различаются. Примеры:
| Величина                                 | В евклидовой геометрии             | В геометрии Лобачевского            | В сферической геометрии             |
| ---------------------------------------- | ---------------------------------- | ----------------------------------- | ----------------------------------- |
| Сумма углов треугольника                 | равна {\displaystyle 180^{\circ }} | меньше {\displaystyle 180^{\circ }} | больше {\displaystyle 180^{\circ }} |
| Отношение длины окружности к её диаметру | равно {\displaystyle \pi }         | больше {\displaystyle \pi }         | меньше {\displaystyle \pi }         |

В то же время существует класс аксиом (например, аксиомы движения), общий для всех трёх геометрий. Геометрические теоремы, общие для евклидовой геометрии и для геометрии Лобачевского, принято называть «абсолютной геометрией».